# Belle comme Crésus

Belle comme Crésus est un téléfilm français réalisé par Jean-François Villemer, diffusé en 1997.

## Synopsis
Suzanne, en 75 ans, a rarement eu l'occasion de quitter sa presqu'île. Depuis qu'elle est veuve, seules les parties de petits chevaux avec sa sœur Henriette, très autoritaire, égrènent le temps, avec le rituel du Loto hebdomadaire et l'entretien maniaque du jardin. Un matin, Suzanne découvre qu'elle a joué les 6 bons numéros du Loto et se retrouve à la tête d'une fortune colossale. Désemparée, elle se confie à son notaire, qui lui conseille de mener une enquête discrète auprès de chacun de ses enfants pour déterminer qui aurait besoin de profiter de sa générosité. Suzanne se rend d'abord à Paris, chez sa fille Constance, une bourgeoise dont le mariage prend l'eau de toutes parts. À Strasbourg, elle découvre que son fils Germain ne survit que grâce à la générosité de son amie Carlotta. De retour chez elle, Suzanne doit enfin affronter les reproches de son fils Henri et les maladresses de sa petite-fille Sylvie. Suzanne décide de mettre de l'ordre dans sa famille et se découvre au passage quelques alliés...

## Fiche technique
- Titre : Belle comme Crésus
- Réalisation : Jean-François Villemer
- Scénario : Philippe Baraduc
- Dialogues : Daniel Goldenberg et Jean-François Villemer
- Photographie : Jean-Claude Saillier
- Musique : Guy Battarel et Cécile Fignon
- Décors : Xavier Le Mesnil
- Pays d'origine : France
- Genre : Comédie dramatique
- Format : Couleur
- Première présentation le 9 juillet 1997 (France)
- Durée : 95 minutes

## Distribution
- Danielle Darrieux : Suzanne
- Denise Provence : Henriette
- Bruno Devoldère : Henri
- Béatrice Agenin : Constance
- François-Régis Marchasson : Germain
- Anne Coesens : Sylvie
- Cécile Paoli : Carlotta
- Anne Canovas : Éliane
- Jean-Paul Muel : Maître Grandpierre
- Serge Maillat : Matthieu
- Najib Sekrane : Rachid
- Louis-Marie Audubert : Louis
- Louis Lalanne : Le pépé de Rachid
- Fernand Guiot : Muller
- Nathalie Michel : L'infirmière